# Kreis Kukës
Der Kreis Kukës (albanisch: Rrethi i Kuksit) ist einer der 36 Verwaltungskreise Albaniens. Der Kreis mit einer Fläche von 956 km² gehört zum Qark Kukës. Er hat ca. 47.985 Einwohner (2011). Benannt wurde der Kreis nach dem Hauptort Kukës.

## Geographie

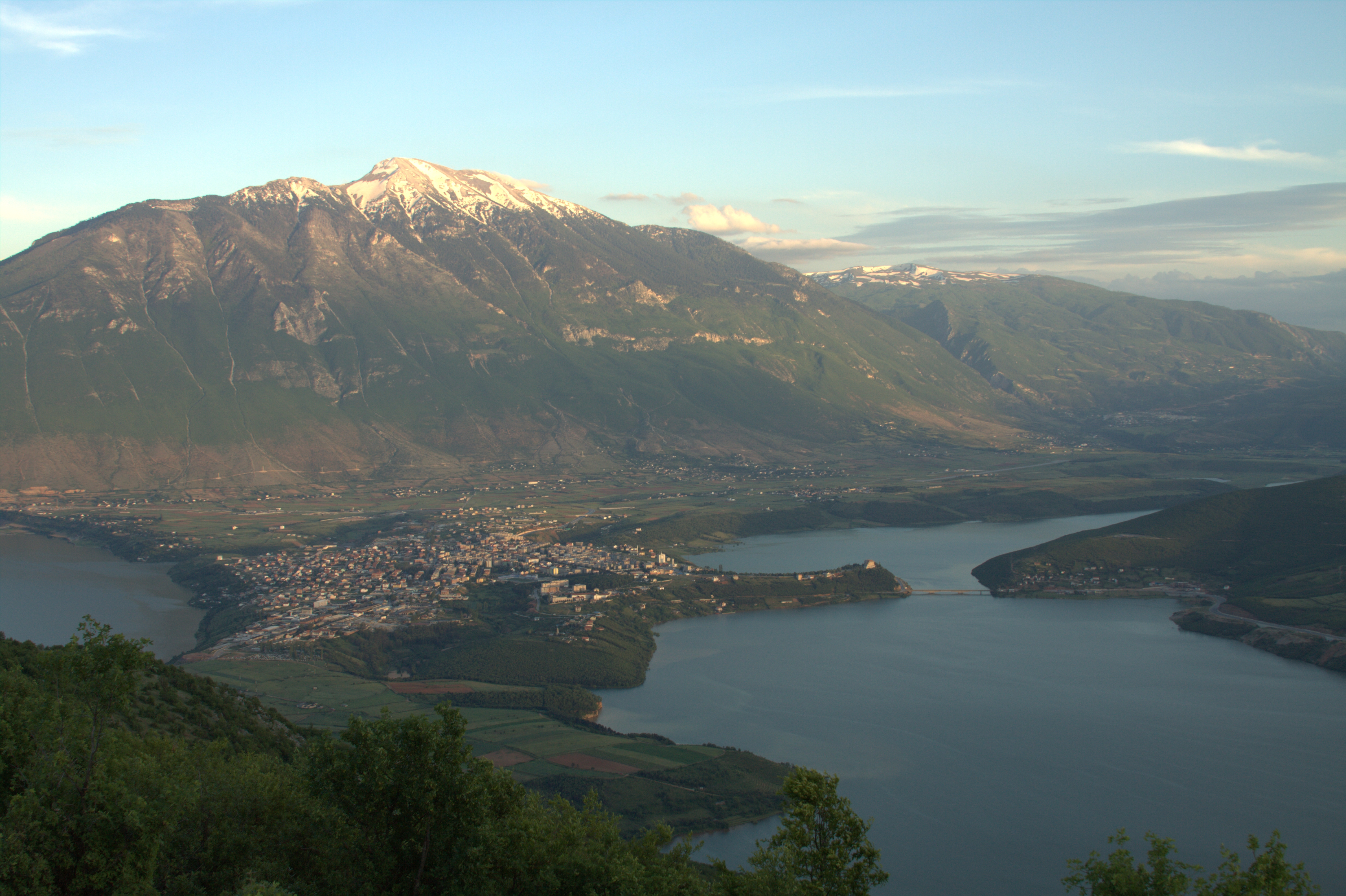
Kukës mit Fierza-See und Gjallica (2.484 m)

Der Kreis liegt im Nordosten des Landes in einer gebirgigen Region. Die Berge erreichen östlich von Kukës Höhen über 2400 Meter. Die Gjallica ist mit 2484 m ü. A. die höchste Erhebung.
Die nördliche Grenze des Kreises wird vom Fluss Drin gebildet, der hier zum Liqeni i Fierzës gestaut ist. Aus dem Süden fließt der Schwarze Drin durch den Kreis, der sich im Stausee mit dem aus Osten kommenden Weißen Drin vereinigt. Das Tal des Drin ist meist eng und unzugänglich, wie weite Teile des Gebietes. Die östliche Grenze des Kreises ist die Landesgrenze zum Kosovo. Bei Morina, auf der Straße 39 Kilometer östlich von Kukës im Tal des Weißen Drin, liegt der wichtigste Grenzübergang zwischen Albanien und Kosovo.
Weitere Grenzübergänge für Einheimische befinden sich in der Region Gora hinter der Gjallica. Dieses Hochland von Shishtavec wird durch die Luma entwässert.
Das Bergland im Osten ist zu weiten Teilen als Naturpark Korab-Koritnik geschützt.
Östlich von Kukës wurde Chrom abgebaut, weiter westlich beim Dorf Kalimash wurde eine Mine wiedereröffnet.

## Bevölkerung
Die Bevölkerung ist ländlich geprägt. Neben Kukës mit rund 17.000 Einwohnern gibt es keine weiteren Städte im Kreis.
Im Kreis Kukës gibt es kaum Minderheiten. Nur ganz im Osten an der Grenze leben Goranen in einigen Dörfern wie Shishtavec. Die Bewohner sind fast ausnahmslos sunnitische Muslime.

## Verkehr

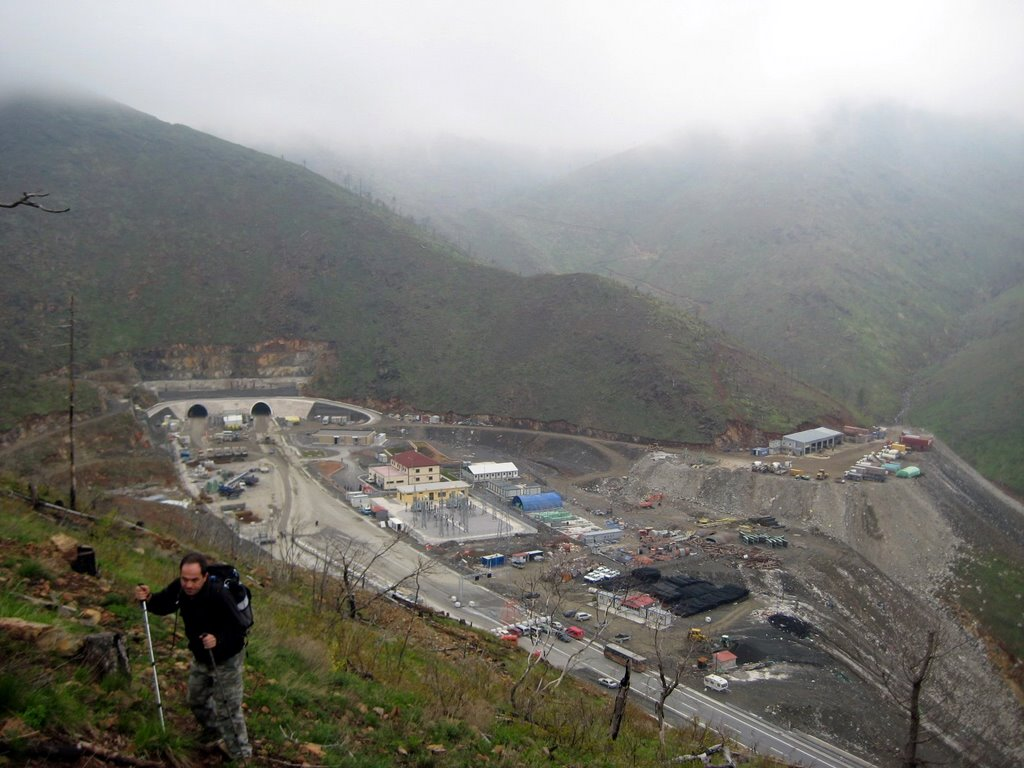
Kalimash-Tunnel, Herzstück der neuen Autobahn

Kukës war lange sehr abgeschieden vom Rest des Landes. Schmale Bergstraßen, die sich über zahlreiche Pässe winden (darunter die Qafa e Malit), waren die einzige Verbindung zu den Zentren Albaniens. Im Winter sind nach Schneefall zahlreiche Dörfer überhaupt nicht mehr zu erreichen. Um den Nordosten ein wenig besser mit dem Rest des Landes zu verbinden, ist der Flughafen Kukës erstellt worden, der aber kaum angeflogen wird. Eine neue Autobahn von Zentralalbanien über Kukës nach Kosovo mit dem über fünf Kilometer langen Kalimash-Tunnel wurde 2010 dem Verkehr übergeben, was die Anfahrt um Stunden verkürzte. Der Flughafen Kukës hat keinen regelmäßigen Linienverkehr (2024).
Vor dem Zweiten Weltkrieg war die Region um Kukës stark mit Kosovo verbunden. Nach Prizren sind es nur rund 40 Kilometer. Das Schließen der Grenze verunmöglichte in der Folge den traditionellen Austausch zwischen den Regionen. Erst seit dem Abzug der serbischen Armee von der Grenze nach dem Ende des Kosovo-Kriegs, als Zehntausende von albanischen Flüchtlingen aus Kosovo bei Morina die Grenze überquerten und rund um Kukës Zuflucht suchten, ist die Grenze wieder normal passierbar.

## Gemeinden
| Name       | Einwohner | Gemeindeart |
| ---------- | --------- | ----------- |
| Kukës      | 16.719    | Bashkia     |
| Arrën      | 462       | Komuna      |
| Bicaj      | 5.631     | Komuna      |
| Bushtrica  | 1.486     | Komuna      |
| Grykë-Çaja | 1.440     | Komuna      |
| Kalis      | 827       | Komuna      |
| Kolsh      | 1.250     | Komuna      |
| Malzi      | 3.072     | Komuna      |
| Shishtavec | 3.835     | Komuna      |
| Shtiqën    | 3.438     | Komuna      |
| Surroj     | 1.099     | Komuna      |
| Tërthor    | 2.959     | Komuna      |
| Topojan    | 1.753     | Komuna      |
| Ujëmisht   | 1.797     | Komuna      |
| Zapod      | 2.217     | Komuna      |